# Александровка (Хиславичский район)
Алекса́ндровка — деревня в Хиславичском районе Смоленской области России. Входит в состав Кожуховичского сельского поселения. Население — 12 жителей (2007 год).
Расположена в юго-западной части области в 5 км к юго-западу от Хиславичей, в 38 км западнее автодороги А141 Орёл — Витебск, на берегу реки Лызка. В 38 км восточнее деревни расположена железнодорожная станция Стодолище на линии Смоленск — Рославль.

## История
В годы Великой Отечественной войны деревня была оккупирована гитлеровскими войсками в июле 1941 года, освобождена в сентябре 1943 года.
По данным справочников 1981, 1993 годов деревня Кожуховичского сельсовета Хиславичского района.